# Sidra Ameen
Sidra Ameen (Urdu سدرہ امین; * 7. April 1992 in Lahore, Pakistan) ist eine pakistanische Cricketspielerin die seit 2011 für die pakistanische Nationalmannschaft spielt.

## Aktive Karriere
Ameen gab ihr Debüt in der Nationalmannschaft im April 2011 in einem WTwenty20- und WODI-Vier-Nationen-Turnier in Sri Lanka. Sie spielte zunächst nur vereinzelte Spiele. So absolvierte sie beim ICC Women’s World Twenty20 2014 zwei Spiele. Beim ICC Women’s World Twenty20 2016 erzielte sie gegen Bangladesch ein Fifty über 53* Runs und wurde als Spielerin des Spiels ausgezeichnet. Im folgenden Sommer folgte ein weiteres Fifty (52 Runs) in der WODI-Serie in England. Jedoch konnte sie dieses nicht fortsetzen und so erhielt sie wieder weniger Einsätze. Im Februar 2019 erreichte sie gegen die West Indies zwei Half-Centuries (96 und 52 Runs), wofür sie jeweils als Spielerin des Spiels ausgezeichnet wurde. Nachdem sie vorhergehende Weltmeisterschaften verpasst hatte, war sie dann wieder beim Women’s Cricket World Cup 2022 im Kader. Dabei gelang ihr unter anderem gegen Bangladesch ein Century über 104 Runs aus 140 Bällen, was jedoch nicht zum Sieg reichte.
Im Juni erzielte sie bei der ODI-Serie gegen Sri Lanka neben einem Fifty über 76 Runs ein Century über 123 Runs aus 150 Bällen. Beim Women’s Twenty20 Asia Cup 2022 erreichte sie dann gegen Thailand ein Fifty über 56 Runs, was jedoch nicht zum Sieg reichte. Bei der darauf folgenden ODI-Serie gegen Irland konnte sie mit einem Century über 176* Runs aus 151 Bällen und einem Fifty über 91* Runs überzeugen und wurde beide Male als Spielerin des Spiels und letztendlich der Serie ausgezeichnet. Beim ICC Women’s T20 World Cup 2023 waren 12 Runs gegen England ihre beste Leistung.